# Cabárdia
O Grão-Principado da Grande Cabárdia, também conhecido como Circássia Oriental ou Cabárdia (em cabardiano: Къэбэрдей), foi um país histórico no Norte do Cáucaso, correspondendo em parte à atual Cabárdia-Balcária. Existiu como uma comunidade política desde o século XV até ficar sob controle russo no início do século XIX, após a Guerra Russo-Circassiana.

## História
Inal, o Grande, foi o Rei da Circássia de 1427 a 1453, que unificou todos os circassianos em um estado,   dividiu a Circássia em várias províncias, sendo Cabárdia uma delas. Após sua morte, a Cabárdia tornou-se independente. 
Sem uma tradição nativa de história escrita, a maior parte do que se sabe sobre a história cabardiana vem de seus contatos com os vizinhos. Quando a Horda Dourada se desfez por volta de 1500, os nômades das estepes se organizaram como a Horda Nogai. Eles e os criméios começaram ou continuaram a atacar o norte do Cáucaso. 

### Alianças (1500–1600)
Como os criméios também estavam atacando a Rússia (ver Invasões da Crimeia-Nogai nas terras eslavas orientais, os dois povos eram aliados naturais. Havia um grupo isolado de cossacos no baixo Terek talvez desde 1520. Em 1552, uma embaixada cabardiana chegou a Moscou. Em 1556, cabardinos e cossacos tomaram o forte turco de Temryuk, na península de Taman. Quando Astrakhan foi capturada em 1556, a Rússia tinha uma base 400 quilômetros a nordeste de Cabárdia. Alguns cabardinos entraram para o serviço russo. Temryuk chegou ao poder algum tempo antes de 1558 e em 1561 sua filha se casou com Ivan, o Terrível. Em 1567, a Rússia fundou Sunzha Ostrog na junção dos rios Terek e Sunzha, na Pequena Cabárdia. Em 1569, depois que os turcos não conseguiram tomar Astrakhan, suas tropas em retirada foram mortas pelos cabardinos. Em 1570, Temryuk foi morto lutando contra os crimeanos. Em 1588 houve outro tratado de aliança. Com a morte de Temryuk e as perdas na Guerra da Livônia, a Rússia se desvinculou do Cáucaso por cerca de 200 anos. Sunzha Ostrog foi abandonado em 1571, reconstruído em 1578 e abandonado um ano depois. 

### 1600–1760
Em 1645, um regimento foi transferido para Tersk (foi restabelecido no início do século). Cabárdia se dividiu em duas facções, a pró-Rússia Baksan e a pró-Crimeia Kashkatau (originalmente as alianças eram opostas, mas elas mudaram de lado algum tempo depois de 1722). Um lado trouxe russos de Astrakhan. Os cossacos de Nekrasov se estabeleceram no Kuban por volta de 1711. Mais cossacos se estabeleceram no Terek e Kizlyar foi fundada em 1736. Em 1739, Cabárdia foi declarada um estado-tampão entre os impérios russo e otomano. Em 1744, Koltsov e 400 cossacos chegaram para apoiar a facção Baksan. Outra força foi enviada em 1753. 

### Conquista

Principados Cabardinos nos séculos XVIII-XIX

A Cabárdia ficou sob controle russo entre 1769 e 1830. Eles se mudaram para o oeste do país de Terek, para o sudoeste de Astrakhan e, em menor grau, para o sudeste de Azov. A partir de 1769, a Rússia interveio na Geórgia, ao sul das montanhas. Isso exigia que eles ocupassem a Rodovia Militar Georgiana que passava pela Cabárdia. A Geórgia foi anexada em 1800. 
Mozdok foi fundada em 1763 e em 1769 a Rússia atacou Cabárdia pela primeira vez. O Tratado de Küçük-Kainarji de 1774 declarou Cabárdia vassala do Canato da Crimeia. Em 1777, foi iniciada a linha Mozdok, que iria de Mozdok, a noroeste, até Azov. A partir de 1779, uma linha de fortes foi construída a oeste ao longo do Rio Malka, cortando as pastagens cabardianas. Em 1779, von Shtrandman foi enviado ao norte do Cáucaso e lutou contra 1.500 cabardinos em um lugar chamado Forte Pavolosk. Houve uma grande batalha no Rio Malka e mais tarde 3.000 cabardinos foram derrotados no país Baksan. Isso levou a um tratado, mas houve mais combates em 1780. Em 1783, a Rodovia Militar Georgiana foi melhorada o suficiente para ser usada pelo tráfego de rodas. Em 1785-91, o xeque Mansur tentou liderar uma guerra santa anti-Rússia no norte do Cáucaso. Durante a Guerra Russo-Turca (1787-1792), as forças russas cruzaram três vezes o território circassiano tentando tomar o forte de Anapa no Mar Negro. No final desta guerra, Batal Pasha invadiu o norte do Cáucaso e foi derrotado. Em 1791, Ust-Labinsk foi fundada na Circássia, na junção dos rios Kuban e Laba. Em 1793, 25.000 cossacos estavam estabelecidos ao longo da linha de Mozdok. 

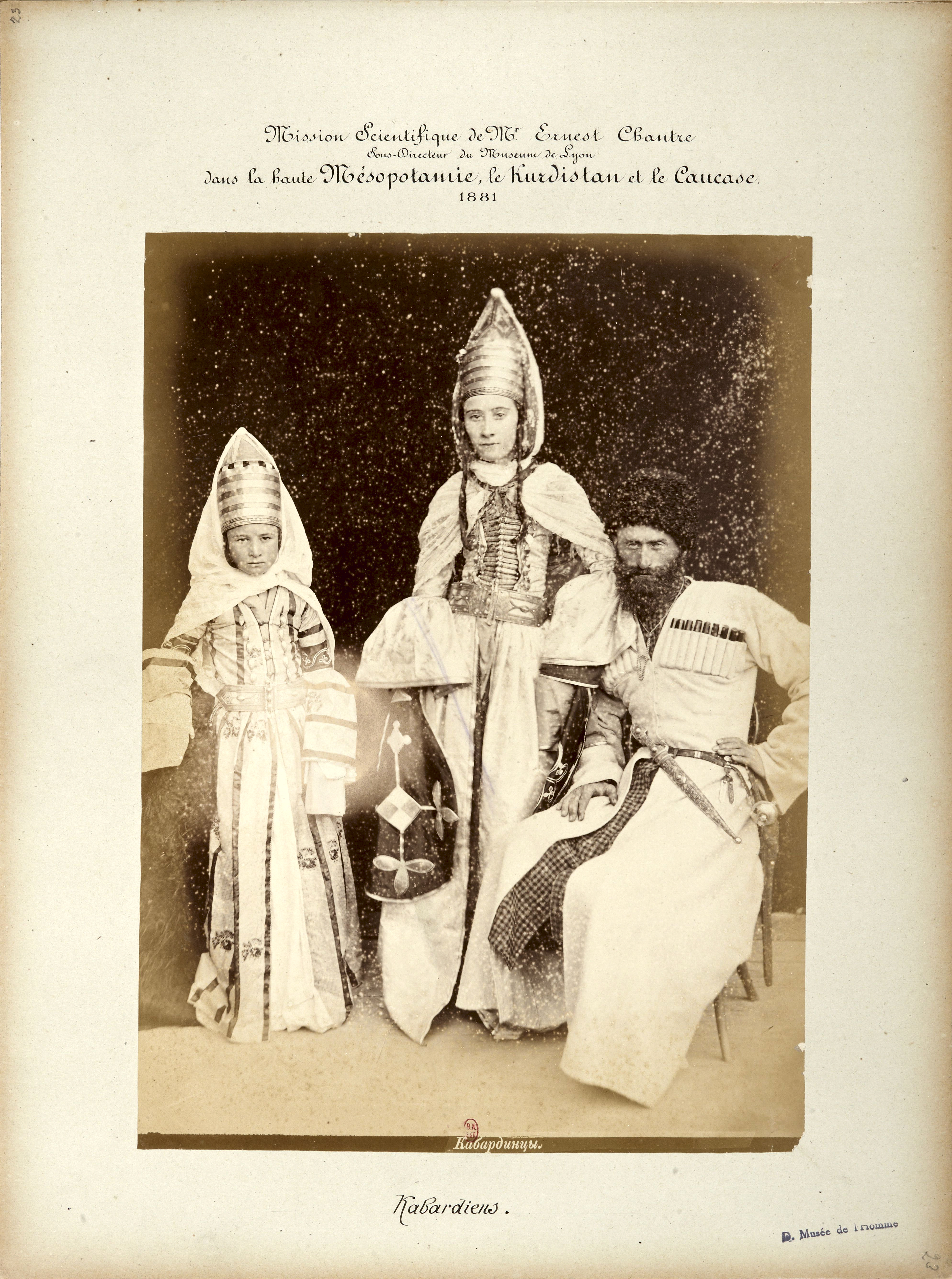
Cabardinos, 1881

No início do século XIX, uma praga atingiu o norte do Cáucaso e durou até a década de 1830. Estima-se que Cabárdia perdeu 90% de sua população, caindo de 200.000 em 1790 para 30.000 em 1830. Em 1804 houve uma revolta geral em todo o norte do Cáucaso. Os russos venceram pelo menos três batalhas principalmente por causa de sua artilharia. Uma envolveu 13.000 homens de ambos os lados e outra envolveu 7.000 cabardinos. Por volta de 1810, a Rússia destruiu 200 aldeias. Em 1822, novos fortes foram construídos na Linha do Cáucaso Norte. Na década de 1820, Aleksey Petrovich Yermolov liderou uma campanha que teria despovoado completamente a Pequena Cabárdia. Por volta de 1830, os cabardinos foram subjugados pela peste e pela guerra, e os russos voltaram sua atenção para a Guerra Murid no leste e para a Guerra Russo-Circassiana no oeste. 

## Geografia
Os cabardinos são o ramo oriental da nação circassiana. Ao norte estavam os nômades das estepes nogais, vassalos do Canato da Crimeia. A oeste estavam os abazas, os besleney, outra tribo circassiana. No leste, os cabardinos às vezes estavam em contato com os cumiques. As fronteiras do país flutuavam, assim como sua unidade política e grau de controle sobre áreas periféricas. O núcleo da Cabárdia era a Grande Cabárdia, que se estendia de um pouco a leste da parte que corre para o norte do Rio Cubã  até um pouco a leste da parte que corre para o norte do Rio Terek. A leste ficava a Pequena Cabárdia, entre os rios Terek e Sunzha, no que hoje é território checheno. De acordo com o historiador russo V.I. Potto, no século XVIII os cabardinos eram muito admirados e copiados por seus vizinhos, de modo que a frase "ele se veste ou cavalga como um cabardino" era uma expressão de grande elogio. Yermolov disse que os cabardinos eram os melhores lutadores do Cáucaso, mas em sua época eles estavam muito enfraquecidos pela peste. 